# Guido Trentin

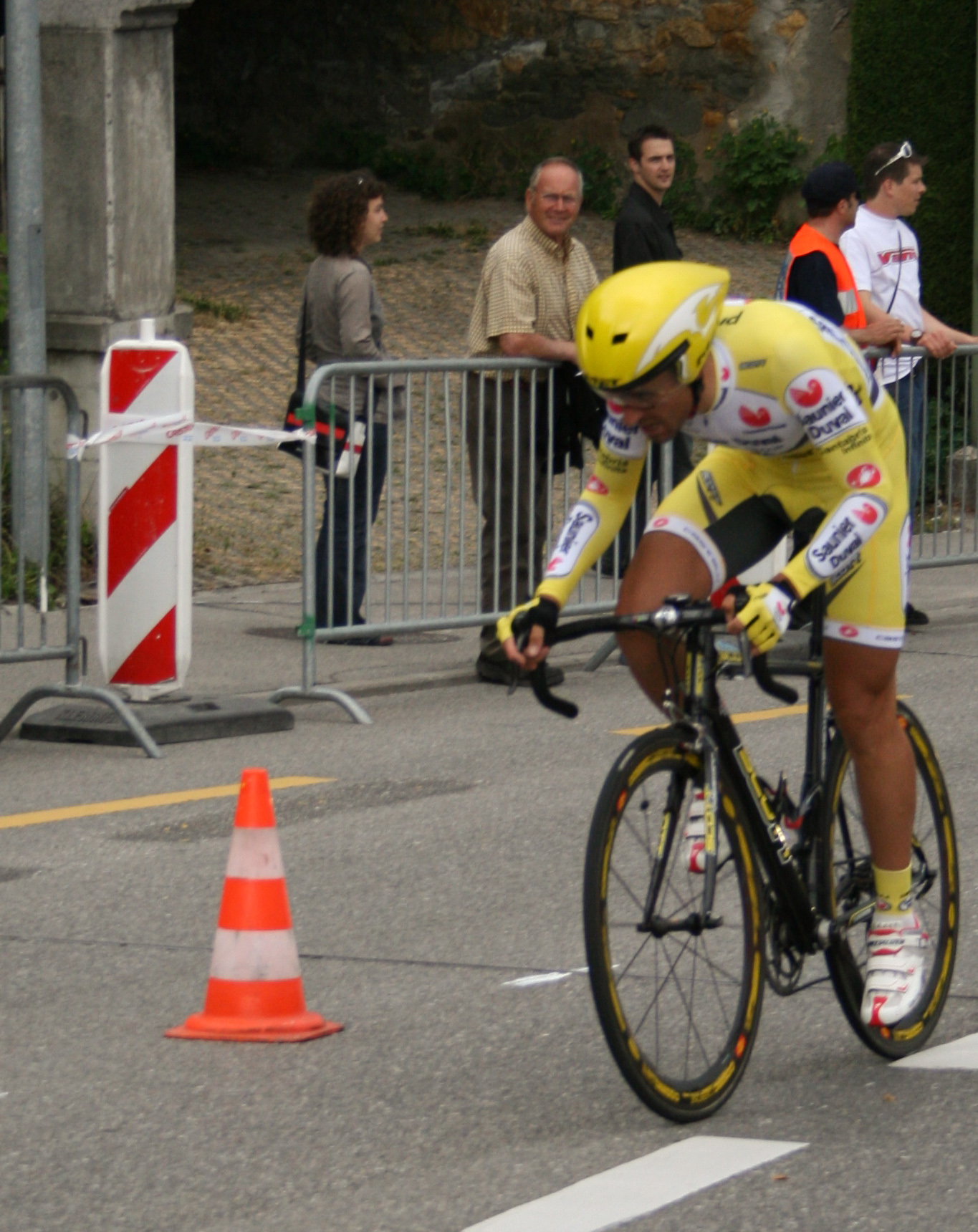
Guido Trentin.

Guido Trentin es un ciclista italiano nacido el 24 de noviembre de 1975 en la localidad de Grandate (Italia).
Debutó como profesional en el año 1999 con el equipo Vini Caldirola.

## Palmarés
1997
- Tríptico de las Ardenas

2002
- Tour de Poitou-Charentes
- 1 etapa de la Vuelta a España

2005
- 1 etapa del Trofeo Joaquim Agostinho
- 1 etapa del Tour de la Región Valona

## Equipos
- Vini Caldirola (1999-2000)
- Cofidis (2001-2005)
- Saunier Duval-Prodir (2006)

- Ficha de Guido Trentin (sitiodeciclismo.net)

- Datos: Q1382985
- Multimedia: Guido Trentin / Q1382985